# Army combat uniform

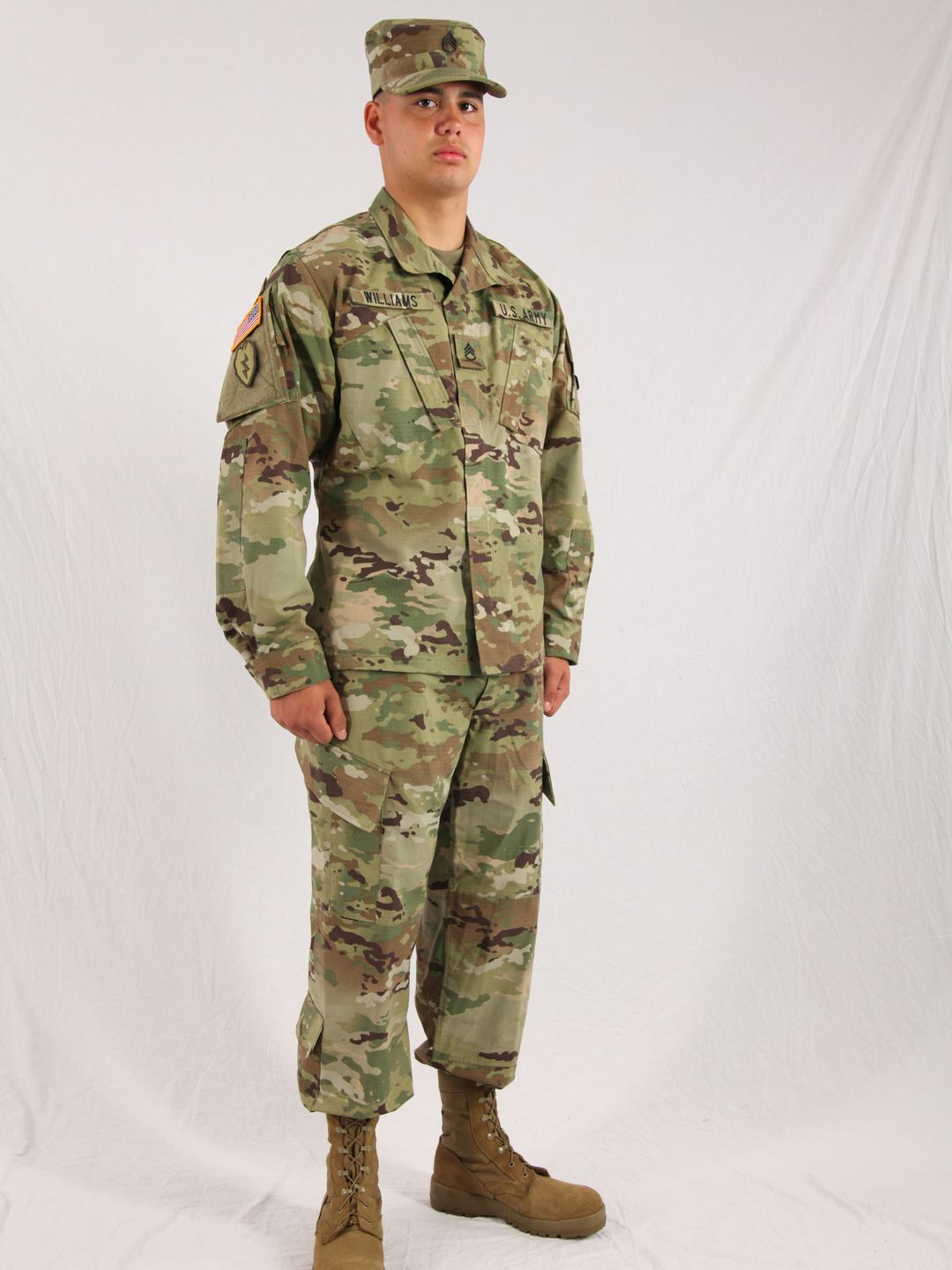
Mundur ACU w kamuflażu OCP razem z obuwiem w coyote brown.

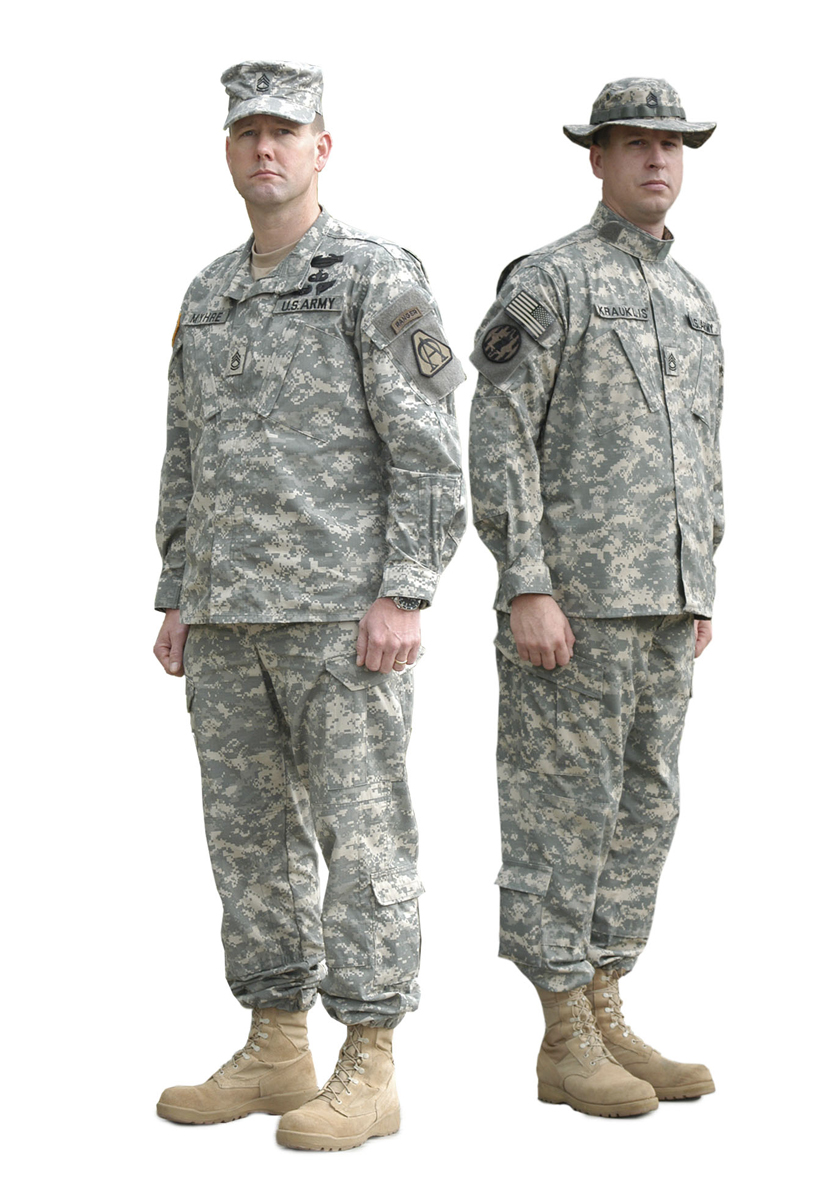
Umundurowanie ACU

Army combat uniform (ACU) – polowe umundurowanie US Army (siły lądowe) od roku 2004. Zastąpiło starsze battle dress uniform.
Nowe umundurowanie zostało zaprezentowane 14 czerwca 2004 roku z okazji 229. rocznicy utworzenia Armii Kontynentalnej. Nowy mundur został zaprojektowany tak, aby spełniał wymogi współczesnego pola walki. Przed wprowadzeniem mundur testowano m.in. w Iraku. Krój munduru w dużej mierze opiera się na prototypowym umundurowaniu testowanym w latach 2002–2003 – CCU.

## Kamuflaż

### Universal Camouflage Pattern (UCP)
Wraz z nowym mundurem wprowadzono nowy kamuflaż Universal Camouflage Pattern. Jest to kamuflaż pikselowy nowej generacji. Składa się z pikseli w trzech kolorach: szary, beżowy i zielony (Urban Gray, Desert Sand i Foliage Green), umieszczonych według schematu opracowanego dla kamuflażu CADPAT. Jak wskazuje nazwa jest to kamuflaż uniwersalny: do terenów miejskich, leśnych i pustynnych.

### Operation Enduring Freedom Camouflage Pattern (MultiCam)
W 2010 roku rozmieszczone w Afganistanie jednostki (zaczynając od 173 Brygady Powietrznodesantowej) zostały wyposażone w mundury w zmodyfikowanym kamuflażu MultiCam produkcji Crye Precision LLC. Te ognioodporne mundury zostały zaprojektowane do zapobiegania poparzeniom III stopnia. Niektórzy żołnierze U.S. Army podczas późniejszej fazy Wojny w Iraku także nosili te mundury. Ta szczególna wersja kamuflażu została w późniejszym czasie zastąpiona przez Operational Camouflage Pattern.

### Operational Camouflage Pattern (OCP)
W 2014 U.S. Army zdecydowało, że OCP zastąpi UCP i MultiCam w mundurach ACU. Kamuflaż „Scorpion” był tworzony przez Crye Precision dla United States Army Soldier Systems Center w 2002 roku na potrzeby programu Objective Force Warrior. Crye Precision później zmodyfikowało i opatentowało wzór jako MultiCam. Armia eksperymentowała ze wzorem Scorpion, przez co powstał wzór z nazwą kodową Scorpion W2. 31 lipca 2014 U.S. Army  oficjalnie zapowiedziała, że wzór ten będzie wprowadzony latem 2015 jako podstawowy kamuflaż dla ACU. Planowane jest, że UCP zostanie całkowicie zamienione na OCP we wrześniu 2019.

## Krój umundurowania

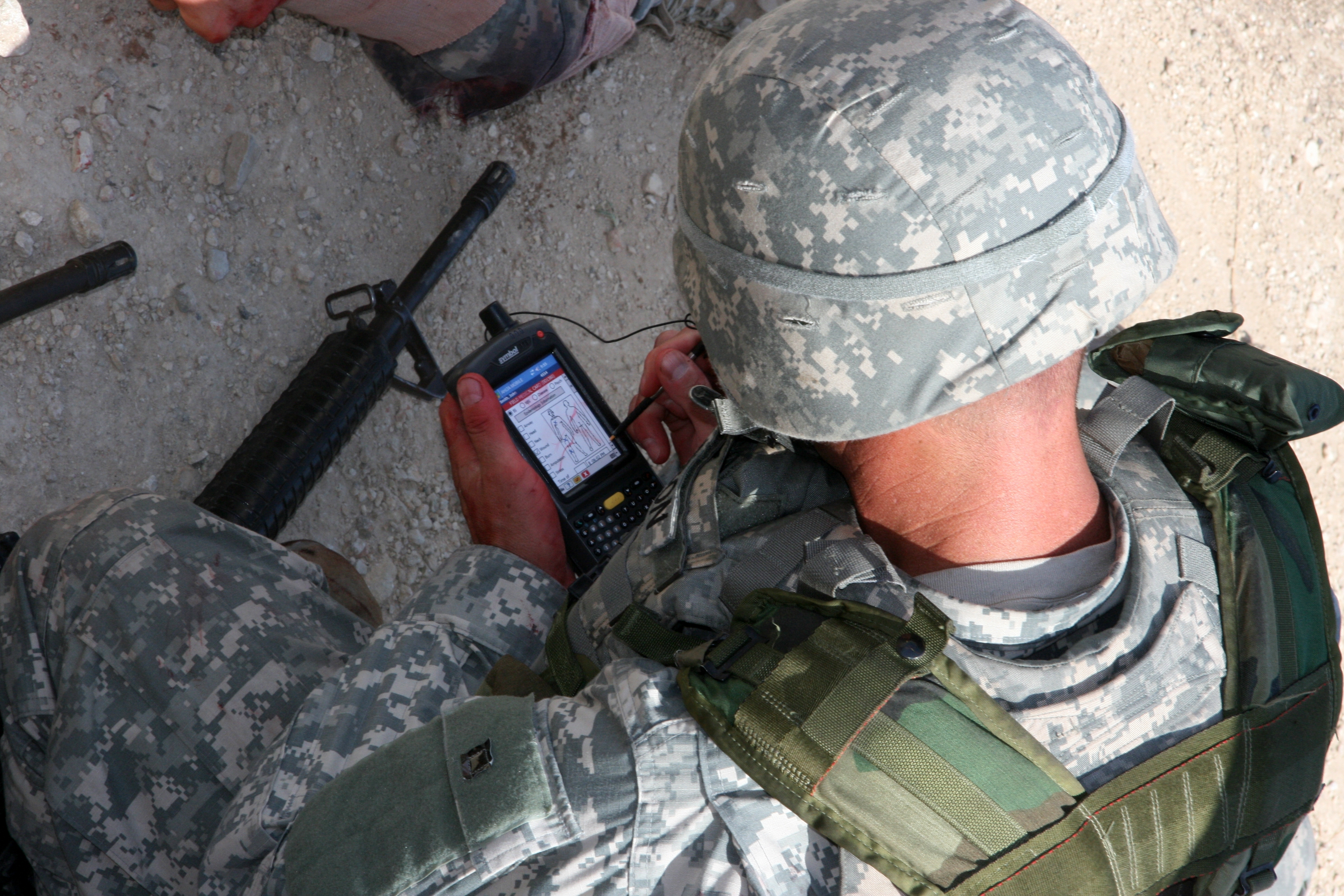
Doskonale widoczny pokrowiec na hełm w UCP

Umundurowanie ACU składa się z bluzy, spodni oraz wielu akcesoriów. Całość umundurowania jest wykonana z materiału NYCO (50% Nylon, 50% Bawełna) w splocie rip-stop.

### Nakrycia głowy
Do umundurowania ACU przewidziano takie nakrycia głowy jak czapka polowa (w kamuflażu UCP), kapelusz (w kamuflażu UCP) oraz pokrowiec na hełm w kamuflażu UCP.

### T-Shirt

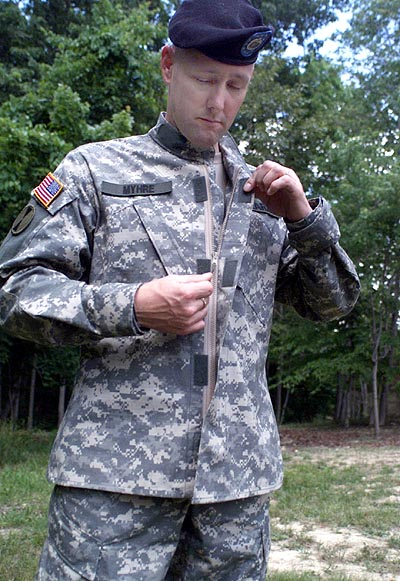
Detale bluzy ACU

Do umundurowania wprowadzono nowy typ termoaktywnej podkoszulki w kolorze piaskowym. Oprócz tego występuje też koszulka koloru Foliage Green z 100% bawełny.

### Bluza
Bluza ma 5 kieszeni – 2 na klatce piersiowej (pod kątem co ma ułatwić sięganie do kieszeni), 2 na ramionach i mała kieszonka na długopisy. Wszystkie są zapinane na rzepy. Zrezygnowano z kieszeni dolnych z uwagi na dość rzadkie ich stosowanie przez żołnierzy i brak dostępu do nich podczas używania kamizelek. Bluza posiada także stójkę zapinaną patką z rzepem. Stopnie i inne naszywki umieszcza się za pomocą rzepów na kieszeniach naramiennych. Na stopień przewidziany jest jeden dodatkowy rzep na klatce piersiowej. Bluza posiada możliwość zastosowania wkładek ochraniających łokcie. Nowością w stosunku do BDU jest jeszcze kwadrat identyfikacji Swój-Obcy w podczerwieni.

### Spodnie
Spodnie mają klasyczny krój. Posiadają 2 kieszenie cargo zapinane na guziki (we wcześniejszych wersjach były na rzepy) oraz 2 kieszenie na łydkach (na opatrunki osobiste). Spodnie posiadają możliwość zastosowania wkładek ochraniających kolana. Nowością w porównaniu ze spodniami BDU jest zastąpienie zewnętrznych ściągaczy wszytym w pasie sznurkiem.

### Obuwie
Podstawowym obuwiem przeznaczonym do noszenia z ACU jest Army Combat Boot razem ze skarpetami w olive drab. Dostępne są także Mountain Combat Boots do działań w trudnych warunkach. Na zimę przewidziane są buty Tan ICWB. Razem z wejściem OCP zostanie dopuszczony kolor coyote brown.

## ACU w wersji trudnopalnej
Z uwagi na duże niebezpieczeństwo ataków na konwoje amerykańskie za pomocą ładunków IED wprowadzono wersję umundurowania z tkaniny trudnopalnej Defender M. Tkanina pali się „na sucho” co nie powoduje poparzeń.